# Jai McDowall
Jai McDowall (Tarbolton, Ayrshire, 24 de julio de 1986) es un cantante escocés que ganó la quinta temporada de Britain's Got Talent en junio de 2011. Como ganador, recibió £100,000 y actuará en el Royal Variety Performance de 2011. McDowall recientemente firmó con Syco Music, una subdivisión de la gigante discográfica, Sony Music.
Su álbum debut, Believe se estrenará el 12 de diciembre de 2011. Un primer sencillo, que aún no se ha confirmado, se espera que sea lanzado en noviembre de 2011.

## Primeros años
Jai McDowall vive en Tarbolton en Ayrshire, Escocia donde trabajó como personal de apoyo hasta ganar Britain's Got Talent. Fue miembro de la Ayr Amateur Opera Company y de la Loudoun Musical Society. Interpretó papeles tales como Frank en Siete novias para siete hermanos y Motel en El violinista en el tejado.
Antes de su trabajo de cuidar a jóvenes con discapacidad, Jai pasó 2 años estudiando música y tecnología de audio (NC & HNC) en el Departamento de Música y Producción de Sonido del Ayr College, Escocia.

## Carrera musical

### The X FactoryBritain's Got Talent
Jai audicionó para The X Factor (UK) en 2010 y llegó hasta el campo de entrenamiento. Él audicionó en Liverpool para la quinta temporada de Britain's Got Talent con la canción "Anthem" del musical "Chess", recibiendo comentarios positivos de los tres jueces, Michael McIntyre, Amanda Holden y David Hasselhoff. Recibió tres "síes" y pasó a la siguiente ronda, y luego a las semifinales en vivo.
Jai cantó por segunda vez en la cuarta semifinal el 2 de junio de 2011, interpretando "Bring Me to Life" de Evanescence. Nuevamente obtuvo críticas positivas de los jueces. Jai recibió el más alto número de votos esa noche y pasó directamente a la final.
En la final, Jai interpretó "To Where You Are" de Josh Groban. Los cuatro jueces hicieron comentarios positivos de su actuación, a pesar de algunas críticas del jurado Simon Cowell, quien afirmó que su voz estuvo algo monótona. En el show de resultados, Simon más tarde lo felicitó por la forma en que interpretó la canción, después de que Jai ya hubiese sido anunciado como ganador de la temporada y del premio principal de £100,000. Jai ganó con el 29,1% de los votos, aproximadamente 4,1 millones, lo cual fue un shock ya que venció al favorito en las apuestas Ronan Parke.
Más tarde se revelaría en Britain's Got More Talent que hubo un margen de 2,4% de los votos, aproximadamente 86.000, entre Jai y el segundo lugar Ronan Parke. Jai ganó £100.000 y actuará en la Royal Variety Performance 2011.

### Después deBritain's Got Talent
Después de ganar Britain's Got Talent, Jai actuó en el Britain's Got Talent Tour, comenzando en Newcastle y pasando por tres ciudades escocesas, Edimburgo, Aberdeen y Glasgow, antes de dirigirse a través de Inglaterra y presentarse en los lugares más importantes en las principales ciudades. También actuó en el Glasgow Show 2011 en Glasgow Green en frente de 20.000 personas, como cabeza de cartel del show del domingo junto a Re-Take That y otros invitados en agosto de 2011.
Jai firmó un contrato con las disqueras Syco y Sony Music para grabar un álbum que será lanzado en diciembre de 2011.
Jai actuó con miembros de la Loudoun Musical Society y Nicola Cassells el domingo 1 de octubre de 2011 en el Grand Hall, Kilmarnock.

## Discografía

### Álbumes de estudio
- Believe (2011)[13]

### Sencillos
| Año  | Sencillo              | Máxima posición | Máxima posición | Máxima posición | Álbum   |
| Año  | Sencillo              | RU              | IRL             | SCO             | Álbum   |
| ---- | --------------------- | --------------- | --------------- | --------------- | ------- |
| 2011 | "With or Without You" | —               | —               | —               | Believe |